# Spirinia lara
Spirinia lara is een rondwormensoort uit de familie van de Desmodoridae. De wetenschappelijke naam van de soort is voor het eerst geldig gepubliceerd in 2009 door Da Silva, De Castro, Da Fonseca Cavalcanti & Da Fonseca-Genevois.